# 睦鎮碩
睦鎮碩（モク・チンソク、ぼく ちんせき、목진석、1980年1月20日 - ）は、韓国の囲碁棋士。ソウル出身、韓国棋院所属、九段。LG杯世界棋王戦準優勝、KBS杯バドゥク王戦優勝など。

## 経歴
4歳の時に父から囲碁を学び、1987年から崔囲碁教室に通う。1988年に韓国棋院研究生となり、1990年には進路について悩んで8ヶ月の中断するが、1994年入段。1995年のロッテ杯中韓囲碁対抗戦に韓国代表として出場し、中国の聶衛平を破って怪童と呼ばれ、李昌鎬の次の世代の棋士として大きな期待を集めた。1997年に覇王戦挑戦者決定三番勝負に進出、劉昌赫に敗れる。1998年BCカード杯新人王戦優勝、同年の第1回中韓新人王対抗戦では邵俊傑に2-1で勝利。同年最高位戦で挑戦者決定三番勝負に進出するが曺薫鉉に0-2で敗れる。同年四段。1999年新鋭プロ十傑戦優勝、また棋聖戦挑戦者となるが李昌鎬に0-2で敗れる。この棋聖戦第1局は国務総理官邸で行われ、金鍾泌総理も観戦して話題となった。2002年にも棋聖戦で李昌鎬に挑戦するが2-3で敗れる。
2000年に富士通杯世界選手権で、準決勝で曺薫絃に敗れたが、3位決定戦では小林覚に勝利。同年のKBS杯バドゥク王戦決勝で李昌鎬を2-1で破って優勝し、2001年のテレビ囲碁アジア選手権に出場、準決勝で趙治勲に勝って決勝に進むが、曺薫絃に敗れる。2003年七段。2004年にLG杯世界棋王戦に準優勝し（決勝で李昌鎬に1-3）、八段昇段。2005年九段。2007年、122戦93勝29敗の成績で、歴代最多対局、最多勝の新記録を達成。2008年第1回ワールドマインドスポーツゲームズ男子個人戦に出場しベスト16。2010年結婚。2013年LG杯ベスト16。
2014年百霊愛透杯世界囲碁オープン戦ベスト16。2015年にGSカルテックス杯に優勝し、15年ぶりにタイトル獲得、また韓国史上8人目の通算1000勝達成。同年韓国ナショナルチームコーチ就任。また若手棋士の対局機会のために、元熊津グループ副会長の父睦怡均とともに、棋戦未来の星新鋭最強戦を後援して創設した
沖岩研究会にも所属。中国囲棋リーグにも5年間出場し、重慶、貴州チームなどに所属、中国語にも堪能。韓国囲碁リーグでは、ネットマーブル、新星建設に所属。韓国囲碁棋士ランキングでは2008年4位。尊敬する棋士は趙治勲と曺薫鉉。

### タイトル歴
- 中韓新人王対抗戦 1998年 ○邵俊傑
- BCカード杯新人王戦 1998年
- SKガス杯新鋭プロ十傑戦 1999年
- KBS杯バドゥク王戦 2000年
- GSカルテックス杯プロ棋戦 2015年

### その他の棋歴
国際棋戦
- 世界囲碁選手権富士通杯 3位 2000年（ ○丁偉、○趙善津、○張栩、×曺薫鉉、○小林覚）
- テレビ囲碁アジア選手権 準優勝 2001年
- LG杯世界棋王戦 準優勝 2004年（○羽根直樹、○曺薫鉉、○王磊 (囲碁)、○趙漢乗、1-3李昌鎬）、ベスト8 2002年
- トヨタ&デンソー杯囲碁世界王座戦 ベスト8 2008年（○羽根直樹、○周俊勲、×朴文尭）
- ペア碁ワールドカップ 準優勝 2010年（李玟眞とペア）
- ロッテ杯中韓囲碁対抗戦
  - 1995年 1-1（×常昊、○聶衛平）
  - 1996年 1-1（×常昊、○劉小光）
  - 1997年 1-1（×馬暁春、○羅洗河）
- 農心辛ラーメン杯世界囲碁最強戦
  - 2000年 2-1（○山下敬吾、○邱峻、×工藤紀夫）
  - 2001年 1-1（○邵煒剛、×武宮正樹）
  - 2008年 3-1（○山田規三生、○胡耀宇、○依田紀基、×常昊）
  - 2010年 1-1（○謝赫、×高尾紳路）

国内棋戦
- SKガス杯新鋭プロ十傑戦 準優勝 1998年
- 棋聖戦 挑戦者1999年、2002年
- 電子ランド杯王中王戦 準優勝 2008年、白虎部優勝 2007年
- マキシムコーヒー杯入神連勝最強戦 準優勝 2008年
- 圓益杯十段戦 準優勝 2008年
- 国手戦 挑戦者 2009年
- OllehKT杯オープン選手権 準優勝 2013年
- 韓国囲棋協会杯ペア碁戦 優勝 2009年（李玟眞とペア）
- SG杯ペア碁大会 準優勝 2011年（金恵敏とペア）
- 韓国囲碁リーグ
  - 2004年（パークランド）2-5
  - 2005年（ネットマーブル）3-4
  - 2006年（新星建設）8-6
  - 2007年（ソウル新星建設）7-6
  - 2008年（ソウル新星建設）9-4
  - 2009年（以北五道Tブロード）8-4
  - 2010年（以北五道Tブロード）7-9
  - 2011年（ポスコLED、優勝）10-4
  - 2012年（ポスコLED）8-10
  - 2013年（ハンゲーム）7-7
  - 2014年（ポスコケムテク）2-11
  - 2015年（新安天日塩）
  - 2016年（新安天日塩）8-7
  - 2017年（新安天日塩）4-11

中国棋戦
- 中国囲棋甲級リーグ戦
  - 2001年（重慶建設摩托）11-7
  - 2002年（重慶建設摩托）13-5
  - 2003年（重慶建設摩托）12-1
  - 2005年（貴州咳速停）12-4
  - 2009年乙級（蘇泊爾杭州囲棋学校）

### 受賞等
- 囲碁文化賞新鋭棋士賞 1996年
- 囲碁大賞敢闘賞 2007、08年